# The Kentucky Colonel
The Kentucky Colonel er en amerikansk stumfilm fra 1920 af William A. Seiter.

## Medvirkende
- Joseph J. Dowling som Remington Osbury
- Frederick Vroom som Buck Hineman
- Elinor Field som Luzelle Hineman
- Francis McDonald som Philip Burwood
- Cora Drew som Mrs. Hineman
- Lloyd Bacon som Boyd Savely
- Jill Woodward som Ella Mayhew
- Fred Kohler som Jim Britsides
- Gordon Griffith som Sam Britsides
- Mae Talbot som Jack Gap
- Thelma Salter som Liza Ann Gap
- Ed Brady som Reverend Gardner Boyle